# Nothotsuga sinogaia
† Nothotsuga sinogaia — викопний вид рослин із родини соснових (Pinaceae), знайдений у Китаї.

## Опис
Вид описано на основі кількох добре збережених викопних насіннєвих шишок із верхнього міоцену Китаю. Шишки мають форму від яйцеподібної до еліптичної, симетричні, розміром 6.0–6.9 × 2.8–3.6 см, зі співвідношенням довжини до ширини 1.6–2.4; основа округла або широко клиноподібна, вершина від округлої до гострої. Луска від ромбічної до майже округлої, вершина усічено-округла й основу вухоподібна. Відбитки насіння мають яйцювато-трикутну форму.

## Поширення
Знайдений у Китаї — округ Тяньтай, провінціяЧжецзян.

## Етимологія
Префікс sino- походить від латинського слова sinae, відноситься до Китаю; gaia означає доісторична земля з грецької мови.